# Colletes antecessus
Colletes antecessus är en biart som beskrevs av Cockerell 1932. Colletes antecessus ingår i släktet sidenbin, och familjen korttungebin. Inga underarter finns listade i Catalogue of Life.